# Verdrag van Poti
Het Verdrag van Poti was een bilaterale overeenkomst tussen het Duitse Keizerrijk en de Democratische Republiek Georgië, waarin laatstgenoemde Duitse bescherming en erkenning aanvaardde. De overeenkomst werd op 28 mei 1918 ondertekend door de Georgische minister van Buitenlandse Zaken Akaki Tsjchenkeli en generaal Otto von Lossow namens de Duitse regering.
Het verdrag werd gesloten in de Georgische havenstad Poti aan de Zwarte Zee, twee dagen nadat Georgië de onafhankelijkheid had uitgeroepen en was de eerste internationale overeenkomst van de nieuwe republiek.

## Achtergrond
Als gevolg van de revoluties van 1917 begon Georgië zich los te maken van het keizerrijk Rusland. De Vrede van Brest-Litovsk van maart 1918 tussen de Russische SFSR en de centrale mogendheden betekende voor Georgië het verlies van historisch territorium aan het Ottomaanse Rijk en werd derhalve niet erkend door de Georgiërs. De Ottomanen hadden het op meer territorium voorzien, wat na de ineenstorting van het Russische gezag in Transkaukasië als een bedreiging werd gezien door de Georgiërs.
Tijdens de onderhandelingen in Brest-Litovsk was een wapenstilstand in Erzincan overeengekomen tussen de Ottomanen en het Transkaukasisch Commissariaat, het tijdelijke gezag in Transkaukasië. Het gevolg hiervan was de massale terugtrekking van Russische troepen uit Oost-Anatolië die betrokken waren bij de Kaukasusveldtocht, waardoor het zuidwesten van Transkaukasië onverdedigd raakte. De Ottomanen maakten hier in februari 1918 gebruik van en Enver Pasja's leger veroverde een groot gebied. In maart en april 1918 werd in Trabzon onderhandeld tussen de Ottomanen en de Transkaukasische regering onder leiding van buitenlandminister Akaki Tsjchenkeli om tot een territoriaal vergelijk te komen.

### Transkaukasische onenigheid
Uiteindelijk bood Enver Pasja aan om alle ambities van het Ottomaanse Rijk in de Kaukasus op te geven in ruil voor de Transkaukasische erkenning van Brest-Litovsk. Tsjchenkeli accepteerde dit, maar de stemming in hoofdstad Tbilisi was anders. De Ottomanen hervatten hun vijandelijkheden om druk uit te oefenen en namen onder andere het Georgische oblast Batoemi en Goeria in. Op 22 april 1918 werd de Transkaukasische Democratische Federatieve Republiek uitgeroepen, maar verdeeldheid over met name Ottomaans Turkije verscheurde de federatie in korte tijd. Dit werd blootgelegd tijdens vredesbesprekingen die op 11 mei 1918 in Batoemi van start gingen. De Armeniërs en Georgiërs wilden minder Ottomaanse invloed en een einde aan de Turkse opmars, terwijl de Azerbeidzjanen juist meer Turkse invloed wilden. In mei werd een offensief ingezet richting Armenië en rukten de Ottomanen op naar Karakilisa (Vanadzor) en Armavir, 40 kilometer van Jerevan, in een poging de Julfa-Jerevan-Tbilisi spoorlijn onder controle te krijgen. Dit was een van de aanvullende eisen die de Ottomanen stelden in Batoemi.

### Duitse redding

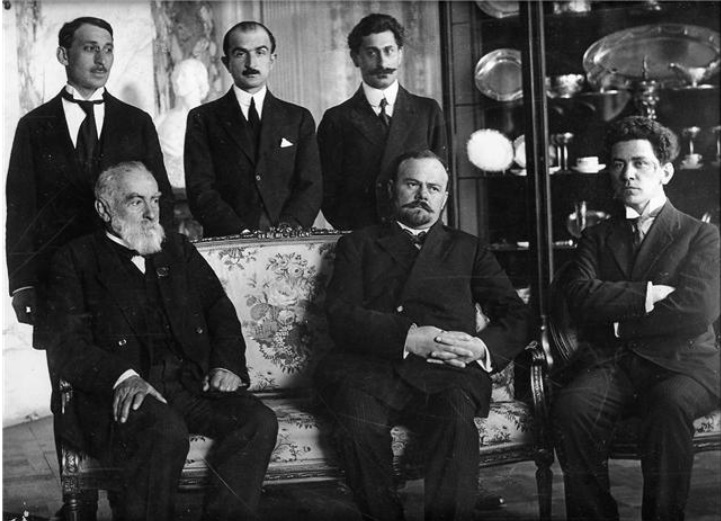
Akaki Tsjchenkeli speelde een belangrijke rol in de Georgisch-Duitse relaties. De delegatie naar Berlijn: Tsjchenkeli zittend in het midden.

De gezamenlijke Transkaukasische delegatie bij de vredesonderhandelingen in Batoemi werd geleid door Tsjchenkeli. De Georgische afgevaardigden voelden zich genoodzaakt onafhankelijk op te treden en steun te verwerven van Duitsland, dat vertegenwoordigers had gestuurd als bemiddelaars. Tsjchenkeli was zich ervan doordrongen dat in de gegeven situatie een verenigde Transkaukasische staat onmogelijk in stand gehouden kon worden en dat het uitroepen van de onafhankelijkheid de enige manier was om Georgië te redden. De Georgiërs beschouwden een alliantie met Duitsland als de enige manier om een Ottomaanse bezetting af te wenden. Tsjchenkeli deed een beroep op generaal Von Lossow, die bij hierbij aanwezig was, nadat hij een brief uit Berlijn had gekregen van het Comité voor de Onafhankelijkheid van Georgië.
De brief stelde dat er schriftelijke overeenkomsten waren gesloten met Duitsland, op basis waarvan deze bereid zou zijn de onafhankelijkheid van Georgië te erkennen wanneer deze uitgeroepen zou worden. Op 22 mei 1918 stuurde hij een brief aan Noë Ramisjvili, waarin hij een beroep deed op moed om de staat uit te roepen. Op 24 mei adviseerde de Duitse delegatie aan Tsjchenkeli om zo snel mogelijk de Georgische onafhankelijkheid uit te roepen en Ottomaanse bezetting van Georgië af te wenden door Duitse bescherming. In dezelfde dagen arriveerden Duitse troepen in Georgië en op 26 mei 1918 werd de onafhankelijkheid uitgeroepen door Noë Zjordania, voorzitter van de Nationale Raad van Georgië.

## Verdrag

Generaal Otto von Lossow tekende het verdrag namens Duitsland

Duitse delegatieleden onder leiding van generaal Otto von Lossow reisden na het mislukken van de onderhandelingen in Batoemi naar Poti. Op het Duitse schip SS Minna Horn werden op 28 mei 1918, twee dagen na de onafhankelijkheidsverklaring van Georgië, vier overeenkomsten met een voorlopig karakter door Von Lossow en Tsjchenkeli getekend. In de daaropvolgende maanden zou een Georgische delegatie in Berlijn verder onderhandelen over definitieve akkoorden.
De hoofdovereenkomst betekende de Duitse erkenning van de Georgische republiek, waarbij de territoriale bepalingen van het verdrag van Brest-Litovsk het uitgangspunt waren. Hiermee moesten verdere Ottomaanse claims tegen Georgisch territorium worden afgehouden. Daarnaast zou Georgië militaire steun en bescherming van Duitsland krijgen. In ruil voor deze bescherming en erkenning kreeg Duitsland het recht op het gebruik van de Georgische spoorwegen en de exploitatie van belangrijke mijnen. Duitse troepen werden in het land gestationeerd ter bewaking van de infrastructuur.
Het voorzag er onder meer in dat Duitsland vrij en onbeperkt gebruik kon maken van de Georgische spoorwegen en van alle schepen die beschikbaar waren in Georgische havens. Daarnaast mochten Duitse expeditietroepen strategische punten bewaken, werd vrij verkeer van Duitse valuta in Georgië afgesproken. Een gezamenlijk Duits-Georgisch mijnbouwbedrijf zou opgericht worden, en er werd uitwisseling van diplomatieke en consulaire vertegenwoordigers geregeld. In een geheime aanvullende brief beloofde Von Lossow te helpen bij het veiligstellen van de internationale erkenning van Georgië en het borgen van de territoriale integriteit.
In aanvullende afspraken stond Duitsland garant voor de territoriale integriteit volgens de grenzen van de oude Russische gouvernementen Tiflis en Koetais, inclusief de betwiste provincies Zakatala en Soechoemi. Duitsland overtuigde Rusland in augustus 1918 om in aanvullende afspraken van het verdrag van Brest-Litovsk de Duitse erkenning van Georgië als onafhankelijke staat goed te keuren. Verder werden in deelovereenkomsten afspraken gemaakt over de uitwisseling van gevangenen, de belastingvrije invoer van militaire goederen van Duitsland naar Georgië, de voedselvoorziening aan het Duitse leger in Georgië door de regering van Georgië en het Duitse diplomatieke recht om de belangen van de Duitse kolonisten te behartigen die door het Russisch tsaristisch gezag in Georgië waren gevestigd.
Een Georgische delegatie vertrok in juni 1918 naar Duitsland en onderhandelde tot november 1918 in Berlijn over verschillende overeenkomsten en het definitieve verdrag. Door de Duitse capitulatie in november 1918 in de Eerste Wereldoorlog werd het definitieve verdrag niet afgemaakt.

## Verdragstekst
Tekst van de hoofdovereenkomst van vijf artikelen.
- Artikel I: Georgische erkenning van de Vrede van Brest-Litovsk als basis van de relatie met Duitsland.De Georgische regering erkent de bepalingen van het vredesverdrag tussen Duitsland, Oostenrijk-Hongarije, Bulgarije en Turkije enerzijds en Rusland anderzijds van 3 maart 1918 als de basis van haar betrekkingen met het Duitse Rijk, voor zover de bepalingen door hun aard van toepassing op deze betrekkingen. Daarom zullen bijlage 2 van het hoofdcontract en het Duits-Russische aanvullende contract van toepassing zijn op Duitsland.
- Artikel II: Georgische toestemming voor Duits militair transport over Georgische spoorwegen.Gedurende de oorlog zal de Georgische regering de Duitse regering toestaan de spoorwegen op Georgisch grondgebied te gebruiken voor het transport van troepen en oorlogsmateriaal van de vier geallieerde machten. Voor dit doel zal in Tbilisi een door Duitsland geleide militaire commissie worden opgericht om in overleg met de Georgische regering de exploitatie van de bovengenoemde spoorwegen te reguleren. In deze militaire commissie kunnen leden van de vier geallieerde machten zitting hebben. De treinstations op de transitlijnen en de haven van Poti worden bezet door Duitse wachtploegen en commandanten.
- Artikel III: Wederzijdse diplomatieke betrekkingen.Er zal een Georgische diplomatieke missie worden opgezet in Berlijn en er zal ook een Duitse diplomatieke missie worden opgezet in het hoofdkwartier van de Georgische regering.
- Artikel IV: Vrijheid van beweging van consuls.De Georgische regering zal Duitse consuls op alle plaatsen in de staat waar de keizerlijke Duitse regering dit nodig acht toelaten. De Duitse regering zal dienovereenkomstig te werk gaan ten aanzien van de Georgische consuls.
- Artikel V: Toezegging van definitief staatsverdrag.Bovengenoemde voorlopige overeenkomst, die in werking treedt op de dag van ondertekening, zal zo snel mogelijk worden vervangen door een tussen de twee partijen overeen te komen staatsverdrag, dat de betrekkingen tussen Georgië en Duitsland zal bepalen, tenzij delen van deze overeenkomst worden vervangen door een algemeen verdrag tussen de Georgische regering van de twee partijen enerzijds en de vier geallieerde regeringen anderzijds. Ten blijke waarvan de gemachtigde vertegenwoordigers deze overeenkomst eigenhandig hebben ondertekend.

## Gevolg
De Duits-Georgische samenwerking bleek gunstig voor de Georgische republiek en droeg bij tot het voortbestaan ervan in het turbulente jaar 1918 en het afhouden van zowel de Ottomanen als het Witte Leger van Anton Denikin. De komst van Duitse troepen vanuit de Krim en Syrië in de week rond het afsluiten van het akkoord bleek meteen waardevol. De Duitse Kaukasusexpeditie werd langs de Georgisch-Turkse grens gestationeerd waar ze samen met Georgiërs op 10 juni 1918 in gevecht raakten met Ottomaanse troepen toen deze het district Bortsjalo probeerden te veroveren. Duitse dreigementen om hun steun aan de Ottomanen in te trekken hield hen af van verdere initiatieven in de richting van Zuid-Georgië. Van augustus tot oktober 1918 was een klein aantal Duitse troepen ook in Abchazië en het district Sotsji gestationeerd om de noordwestelijke Georgische grenzen te beschermen tegen aanvallen van het Witte Leger. 
De Duitse troepen zorgden daarnaast ook voor een soepele werking van de spoorwegen en de olieterminals in Batoemi en waren ondersteunend ten aanzien van de Georgische veiligheidsuitdagingen. De aanwezigheid van de troepen zouden de Witten hebben weerhouden van vijandelijkheden, die pas na het vertrek van de Duitsers hervat werden. Op 11 november 1918 capituleerde het Duitse Keizerrijk in de Eerste Wereldoorlog, waarmee ook een einde kwam aan de Duitse bescherming van Georgië en ze zich moest terugtrekken uit het land. De Georgiërs waren na het vertrek van de Duitsers niet blij met de komst van de Britten, die het mandaat kregen over oblast Batoemi, en hadden er een moeizame relatie mee.